# Liste der Monuments historiques in Châteauneuf (Côte-d’Or)
Die Liste der Monuments historiques in Châteauneuf führt die Monuments historiques in der französischen Gemeinde Châteauneuf auf.

## Liste der Immobilien
| Bezeichnung               | Beschreibung                                | Standort          | Kennzeichnung | Schutzstatus | Datum | Bild           |
| ------------------------- | ------------------------------------------- | ----------------- | ------------- | ------------ | ----- | -------------- |
| Echoppe du Potier d’Etain | Wohn- und Geschäftshaus, 17. Jahrhundert    | Grande Rue (Lage) | PA00112185    | Inscrit      | 1970  |                |
| Maison de Saint-Georges   | aus der zweiten Hälfte des 16. Jahrhunderts | Grande Rue (Lage) | PA00112186    | Classé       | 1970  | weitere Bilder |
| Maison du Mouton          | aus dem 16. Jahrhundert                     | Grande Rue (Lage) | PA00112184    | Classé       | 1970  | weitere Bilder |
| Château de Châteneuf      | Burganlage, ab dem späten 12. Jahrhundert   | Grande Rue (Lage) | PA00112183    | Classé       | 1894  | weitere Bilder |

## Liste der Objekte
| Bezeichnung                                                          | Beschreibung                                                                        | Standort                                       | Kennzeichnung | Schutzstatus | Datum | Bild           |
| -------------------------------------------------------------------- | ----------------------------------------------------------------------------------- | ---------------------------------------------- | ------------- | ------------ | ----- | -------------- |
| Wandgemälde Christus und die Apostel                                 | um 1481 von Pierre Coustain gemalt                                                  | im Château de Châteneuf (Burgkapelle) (Lage)   | PM21000549    | Classé       | 1894  |                |
| Skulptur Madonna mit Kind und Vogel                                  | Kalkstein, farbig gefasst und vergoldet, 14. Jahrhundert                            | in der Kirche St-Philippe-et-St-Jacques (Lage) | PM21000540    | Inscrit      | 1907  | weitere Bilder |
| Skulptur Johannes der Täufer                                         | Kalkstein, farbig gefasst und vergoldet, Mitte des 15. Jahrhunderts                 | in der Kirche St-Philippe-et-St-Jacques (Lage) | PM21000541    | Classé       | 1907  | weitere Bilder |
| Kanzel                                                               | Eichenholz, bemalt, bezeichnet 1538                                                 | in der Kirche St-Philippe-et-St-Jacques (Lage) | PM21000542    | Classé       | 1907  | weitere Bilder |
| Zwei Kandelaber                                                      | Holz, 17. Jahrhundert                                                               | in der Kirche St-Philippe-et-St-Jacques (Lage) | PM21000543    | Classé       | 1907  |                |
| Glocke Saint Esprit                                                  | Bronze, eisenklöppel, 1526 gegossen; aus dem Hôpital de Saint Esprit in Dijon       | in der Kirche St-Philippe-et-St-Jacques (Lage) | PM21000544    | Classé       | 1913  |                |
| Zwei Skulpturen: Heiliger Philippus und heiliger Jakobus der Jüngere | Holz, Anfang des 16. Jahrhunderts                                                   | in der Kirche St-Philippe-et-St-Jacques (Lage) | PM21000545    | Classé       | 1917  |                |
| Glocke                                                               | Bronze, 1583 gegossen                                                               | in der Kirche St-Philippe-et-St-Jacques (Lage) | PM21000547    | Classé       | 1931  |                |
| Grabstein für Philibert und François Crépey                          | Kalkstein, bezeichnet 1710 und 1733                                                 | in der Kirche St-Philippe-et-St-Jacques (Lage) | PM21000548    | Classé       | 1960  |                |
| Skulptur Himmelfahrtsmadonna                                         | Aufsatz eines Prozessionsstabs; Holz, farbig gefasst und vergoldet, bezeichnet 1723 | in der Kirche St-Philippe-et-St-Jacques (Lage) | PM21000550    | Classé       | 1983  |                |
| Skulptur Heiliger Clemens                                            | Aufsatz eines Prozessionsstabs; Holz, farbig gefasst und vergoldet, 18. Jahrhundert | in der Kirche St-Philippe-et-St-Jacques (Lage) | PM21000551    | Classé       | 1983  |                |
| Reliquienbüste Heiliger Clemens                                      | Holz, vergoldet, 17. oder 18. Jahrhundert                                           | in der Kirche St-Philippe-et-St-Jacques (Lage) | PM21003992    | Inscrit      | 1993  |                |
| Reliquienbüste eines Bischofs                                        | Holz, vergoldet, 17. oder 18. Jahrhundert                                           | in der Kirche St-Philippe-et-St-Jacques (Lage) | PM21003993    | Inscrit      | 1993  |                |
| Vier Reliquiare                                                      | Holz, versilbert und vergoldet, 18. und 19. Jahrhundert                             | in der Kirche St-Philippe-et-St-Jacques (Lage) | PM21003994    | Inscrit      | 1993  |                |
| Skulptur Unterweisung Mariens                                        | Aufsatz eines Prozessionsstabs; Holz, farbig gefasst und vergoldet, bezeichnet 1651 | in der Kirche St-Philippe-et-St-Jacques (Lage) | PM21003995    | Inscrit      | 1993  |                |